# Adatsértés
Adatsértésen hétköznapi értelemben azt az eseményt értjük, melynek során személyes, bizalmas vagy védett adatok illetéktelenek számára hozzáférhetővé válnak.

## Egyéb meghatározások
Hasonló, néha szinonimaként használt kifejezés az adatvédelmi incidens, melyet az EU joganyaga a GDPR-ban a következőképpen definiál: „a biztonság olyan sérülése, amely a továbbított, tárolt vagy más módon kezelt személyes adatok véletlen vagy jogellenes megsemmisítését, elvesztését, megváltoztatását, jogosulatlan közlését vagy az azokhoz való jogosulatlan hozzáférést eredményezi”. Itt tehát csak személyes adatokról van szó (ezeket a GDPR szintén definiálja), azonban ezek törlése vagy pl. megváltoztatása is adatvédelmi incidens lehet. Érdemes tudni, hogy a GDPR magyar szövegében az adatvédelmi incidens az angol personal data breach (szó szerint kb. a személyes adatok megsértése) fordításaként szerepel.
Az USA joganyagában az adatsértés (angolul data breach) „egy olyan biztonsági incidens, melynek során érzékeny, védett vagy bizalmas adatokat másol le, továbbít, olvas ki, lop el vagy használ föl egy erre jogosulatlan személy”.
A 27040-es számú, „Információtechnológia – Biztonsági technikák – Tárolási biztonság” című ISO/IEC nemzetközi szabvány az adatsértést (data breach) így határozza meg: „a biztonság olyan sérülése, amely a továbbított, tárolt vagy más módon kezelt védett adatok véletlen vagy jogellenes megsemmisítését, elvesztését, megváltoztatását, jogosulatlan közlését vagy az azokhoz való jogosulatlan hozzáférést eredményezi”. Ez a meghatározás tehát szóról szóra azonos a GDPR-beli adatvédelmi incidens meghatározással, azzal a különbséggel, hogy az kizárólag személyes adatokra vonatkozik (ami tehát az angol megfelelő, a personal data breach alapján nem is lehetne másként), míg ez kizárólag védett adatokra. (A védett adatokat ez a szabvány nem definiálja.)